# Paracitellus
Il paracitello (gen. Paracitellus) è un roditore estinto, appartenente agli ischiromiidi. Visse tra l'Oligocene superiore e il Miocene medio (circa 25 - 14 milioni di anni fa) e i suoi resti fossili sono stati ritrovati in Europa.

## Descrizione
Questo animale era forse simile a uno scoiattolo. Possedeva molari superiori arrotondati, piuttosto compressi in senso antero-posteriore. I tubercoli esterni erano collegati tra loro tramite un ectolofo. Il primo premolare superiore era dotato di un parastilo molto sviluppato. È stato ipotizzato che Paracitellus potesse essere stato dotato di patagio, come gli attuali scoiattoli volanti, e che fosse effettivamente un loro antenato; tuttavia, questa ipotesi si basava solo su similitudini dentarie di un esemplare attribuito al genere Paracitellus (in seguito attribuito al genere Albanensia) ed è attualmente considerata priva di fondamento.

## Classificazione
Il genere Paracitellus venne descritto per la prima volta da Dehm nel 1950, sulla base di resti fossili ritrovati in terreni del Miocene inferiore (Burdigaliano) della Germania; la specie tipo è Paracitellus eminens. Altri fossili ascritti a questo genere sono stati ritrovati in vari giacimenti europei in terreni di età compresa tra l'Oligocene superiore e il Miocene medio. Inizialmente Dehm attribuì Paracitellus agli sciuridi, la famiglia di roditori che comprende gli attuali scoiattoli. Tuttavia, ricerche più recenti indicherebbero che Paracitellus possa essere stato un membro tardivo dell'arcaico gruppo degli ischiromiidi, una famiglia di roditori arcaici tipici dell'Eocene-Oligocene. 

## Paleobiologia
È probabile che Paracitellus fosse un roditore terricolo, forse abitatore di tane scavate nel terreno.